# Oronzo Filomarini
Oronzo Filomarini (Napoli, 16 aprile 1662 – Napoli, 1744) è stato un vescovo cattolico italiano.

## Biografia
Teatino e di nobile famiglia napoletana, era fratello del duca di Cutrofiano.

### Episcopato
Prese possesso della diocesi di Gallipoli l'11 luglio 1700 con una festa d'accoglienza molto solenne.
Poiché il suo predecessore Antonio Perez della Lastra aveva vissuto una vita molto umile e frugale, per i primi periodi non visse in episcopio, ma soggiornò presso il convento dei padri domenicani.
Resse la diocesi per quarant'anni. Fece abbellire la cattedrale di Gallipoli e l'episcopio, dotandolo del terzo piano. Ordinò la costruzione di due nuovi organi e realizzò tutti gli altari di marmo. Commissionò a Niccolò Malinconico la tela raffigurante il "Martirio di Sant'Agata" nella cupola della navata centrale; fece abbellire il soffitto della navata (prima completamente vuoto) portando così delle radicali modifiche all'aspetto della chiesa. Mostrò interesse verso le classi umili e questo gli valse il nome di "padre dei poveri".
Nel 1741 rinunciò al governo pastorale della diocesi accettando una pensione annua di 1200 ducati; lasciò la città compianto dagli abitanti. Dopo aver espresso il desiderio di visitare la basilica della Santa Casa di Loreto, morì a Napoli nel 1744.

## Genealogia episcopale
La genealogia episcopale è:
- Cardinale Guillaume d'Estouteville, O.S.B.Clun.
- Papa Sisto IV
- Papa Giulio II
- Cardinale Raffaele Sansone Riario
- Papa Leone X
- Papa Paolo III
- Cardinale Francesco Pisani
- Cardinale Alfonso Gesualdo di Conza
- Papa Clemente VIII
- Cardinale Pietro Aldobrandini
- Cardinale Laudivio Zacchia
- Cardinale Antonio Barberini, O.F.M.Cap.
- Cardinale Marcantonio Franciotti
- Cardinale Niccolò Radulovich
- Vescovo Oronzo Filomarini, C.R.